# UPS Airlines
UPS Airlines je americká nákladní letecká společnost se sídlem v Louisville ve státě Kentucky. Patří mezi největší nákladní letecké společnosti na světě (z hlediska objemu přepraveného nákladu) a létá do více než 800 destinací po celém světě. Od svého založení v roce 1982 je 100% dceřinou společností United Parcel Service (UPS).
Společnost UPS Airlines funguje stejně jako osobní letecké společnosti podle modelu hub-and-spoke. Hlavním hubem společnosti je ve Spojených státech na mezinárodní letiště Louisville, kde vybudovala halu o rozloze 48,3 hektarů známou jako UPS Worldport.
Kromě Worldportu má UPS několik sekundárních hubů po celých Spojených státech a mezinárodní uzly v Německu, Číně a Hongkongu.

## Historie

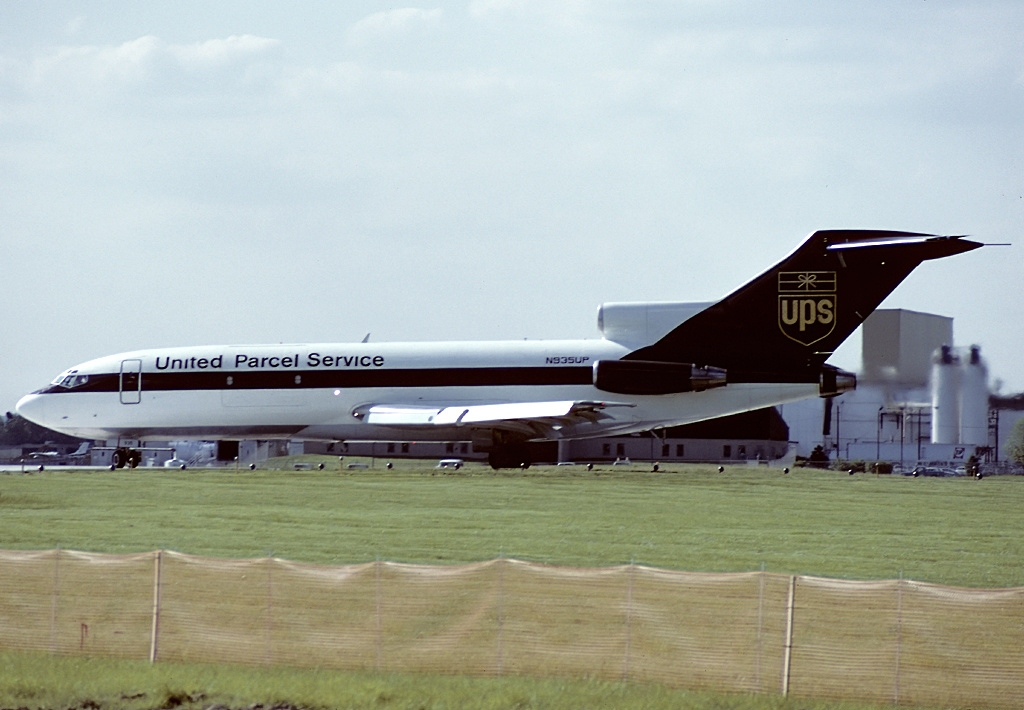
Boeing 727-100F na letišti v Louisville, Kentucky

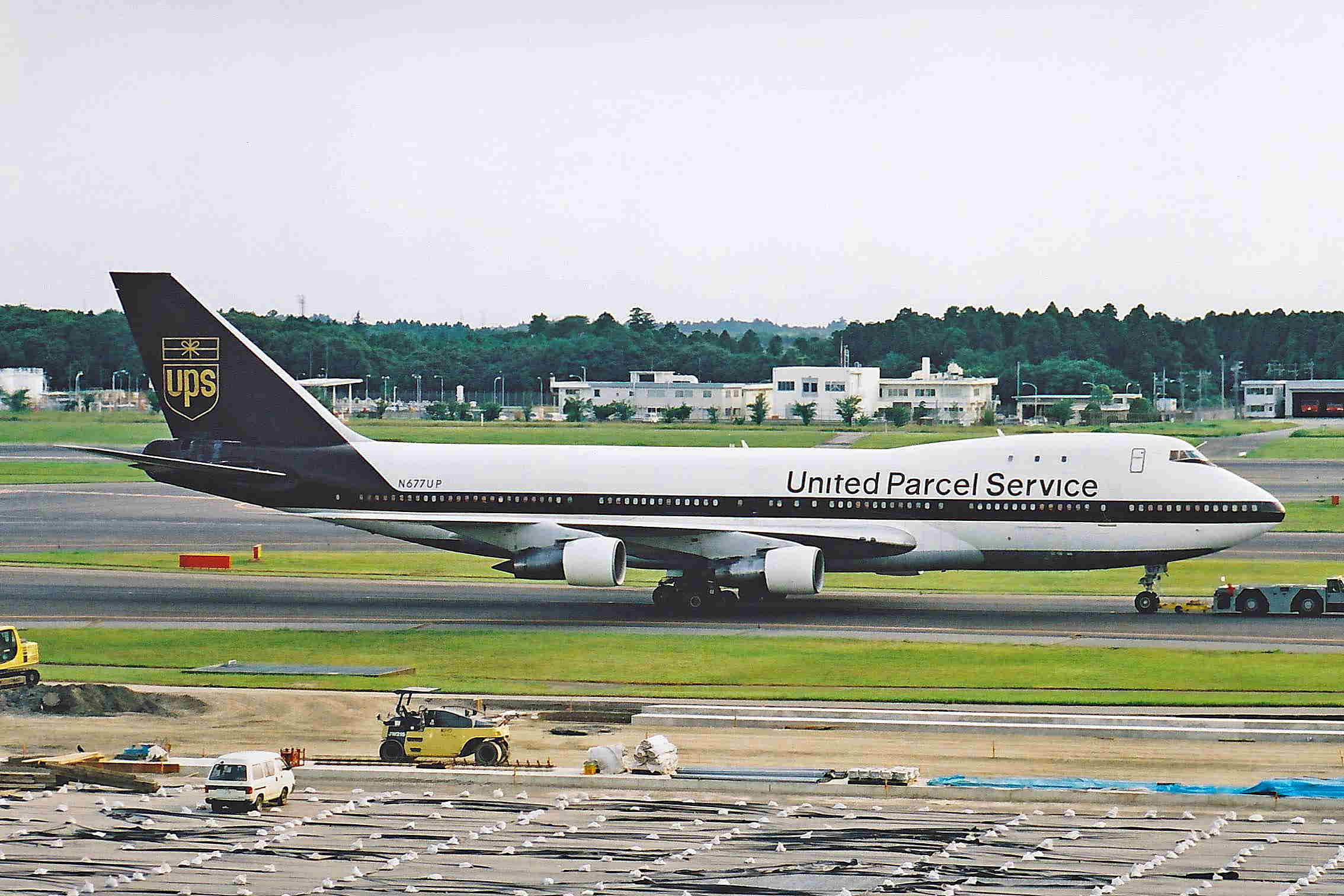
Boeing 747-100F, Tokyo Narita

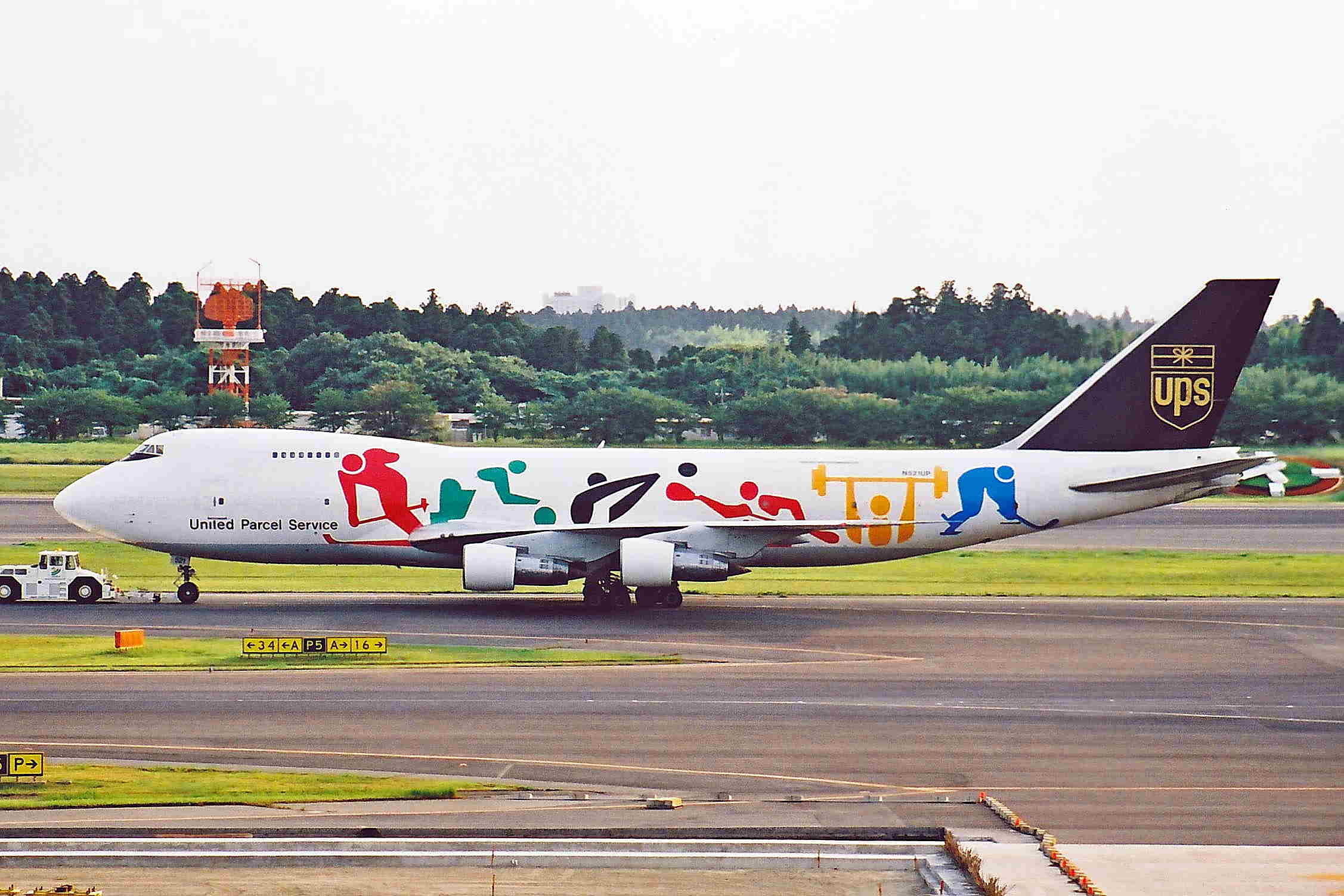
Boeing 747-200 se speciální olympijskou livery; LOH Atlanta 1996

### 1929–1931: První letecká služba UPS
Počátky letecké přepravy zásilek pro společnost UPS (tehdy United Parcel Service) sahají do roku 1929. Podobně jako u americké poštovní služby byly balíky UPS přepravovány jako zavazadla na letech komerčních leteckých společností. Mnoho zásilek bylo přepravováno letadly Ford Trimotor společnosti United Airlines.
V roce 1930 se společnost přesunula provoz z Oaklandu do New Yorku a založila provoz i v dalších regionech po celé zemi
Po černém úterý a začátku Velké hospodářské krize měla být letecká doprava do konce roku 1931 ukončena.

### 1950 – 1970: Balíčky jako zavazadla
Po druhé světové válce se společnost UPS vrátila k myšlence letecké přepravy balíků. Od roku 1953 bylo nabízeno dvoudenní doručování zásilek z pobřeží na pobřeží; služba se nazývala Blue Label Air. Stejně jako dříve se objem zásilek UPS přepravoval komerčními lety leteckých společností. Zpočátku nerentabilní služba Blue Label Air se stala populární, protože její rychlost vytvořila dostatečnou poptávku pro udržení zisku.
V roce 1975 zahájila UPS své první mezinárodní operace, když expandovala do Kanady. O rok později UPS expandovala do západního Německa.
Vzhledem k tomu, že se UPS stala mezinárodní společností, přístup k vlastním nákladním letadlům se stal problémem. V roce 1976 se konkurenční společnost Federal Express (zkráceně FedEx), která měla vlastní flotilu proudových letadel, dostala do zisku a ukázala, že společnosti doručující zásilky se nemusí při přepravě svých zásilek spoléhat výhradně na komerční letadla.
Zákon z roku 1978 přinesl deregulaci leteckých společností UPS významnou příležitost: společnost mohla založit vlastní leteckou společnost. Létání z města do města vyžadovalo mnohem méně legislativních překážek, protože federální vláda nyní podporovala konkurenci mezi leteckými společnostmi.

### 80. léta: Založení UPS Airlines
V roce 1980 otevřela společnost UPS své první velké třídicí centrum pro zásilky přepravované letadly, které se nacházelo v Louisville ve státě Kentucky.
Louisville se nachází v nejzápadnějším bodě východního časového pásma a je dostupný (proudovými letadly) přes většinu přilehlých států za méně než tři hodiny. Na rozdíl od hlavního konkurenta Federal Express (který vlastnil vlastní letadla) zajišťovalo na počátku 80. let 20. století leteckou dopravu společnosti UPS několik smluvních partnerů, včetně společností Evergreen International Airlines, Interstate Airlines, Ryan Air a Orion Air.
Prostřednictvím svých smluvních partnerů přepravovala UPS své zásilky pomocí flotily komerčních letadel přestavěných na nákladní letadla, včetně letadel Boeing 727-100, 727-200, Douglas DC-8 a Boeing 747-100.
V roce 1982 společnost zavedla svojí novou službu Next-Day Air, která garantuje noční doručení určitých balíků.
V roce 1985 otevřela společnost UPS v Anchorage distribuční zařízení, aby rozšířila svou leteckou síť. Podobně jako Louisville bylo Anchorage vybráno pro svou strategickou zeměpisnou polohu, protože je dostupné pro 90 % průmyslově vyspělých zemí světa za méně než 9,5 hodiny letu.
V roce 1986 společnost UPS ve snaze získat práva na poskytování služeb v Japonsku uzavřela společný kontrakt se společností DHL s názvem International Parcel Express (IPX).
IPX byla v Japonsku odmítnuta, což vedlo UPS k tomu, že v roce 1987 odkoupila podíl DHL.
Na konci roku 1987 UPS ukončila využívání smluvních letů společností Evergreen, Ryan a Orion. S využitím letového certifikátu určeného pro společný podnik IPX zahájila v lednu 1988 provoz přejmenovaná společnost UPS Airlines, která převzala i mnoho posádek od společnosti Orion Air.

### 90. léta: Rozšíření sítě
Při založení UPS Airlines v roce 1988 provozovala společnost síť linek do 41 zemí spojujících Spojené státy a Kanadu s Asií a Evropou.
Kvůli rozšíření a zmodernizování flotily proudovými letadel, zakoupila na konci roku 1987 nákladní varianty letounu Boeing 757F.
V roce 1995 UPS zakoupila od společnosti Boeing nákladní Boeing 767F.
Společnost UPS Airlines, která se stala prvním zákazníkem obou letadel, zakoupila 75 letadel B757F a 32 letadel B767F, čímž více než zdvojnásobila velikost své flotily letadel.
V roce 1991 uzavřela společnost UPS partnerství s dánskou leteckou společností Star Air (DJ / SRR), která je součástí konglomerátu Maersk, aby získala možnost provozovat nákladní lety v Evropě, a pronajala jí několik nákladních letadel Boeing 727, které později nahradila nákladními letadly 757.
Začátkem 90. let otevřely UPS Airlines další huby, aby zvýšily kapacitu své dopravní sítě, s primárními uzly v Rockfordu, Illinois a Philadelphii.
Sekundární huby se staly Dallasu/Fort Worth, Columbia v Jižní Karolíně a Ontario, Kalifornie.
Vzhledem k tomu, že většina jejích letadel létá převážně v noci, chtěla letecká společnost najít jiné způsoby, jak ze své flotily získat příjmy a tak v 90. letech bylo osm nákladních letadel 727 přestavěno na nákladní letadla Boeing 727-100QC (QC = Quick Change) s možností přestavby na osobní letadla pro účely charterových letů. Po neuspokojivých výsledcích UPS v roce 2001 ukončila charterovou službu a letadla se vrátila do nákladní služby.

### 2000
Po rozšíření sítě leteckých společností o primární a sekundární huby v 90. letech 20. století vedla další poptávka po většinu následujícího desetiletí k masivnímu rozšíření centrálního leteckého uzlu v Louisville. V letech 1999 až 2002 se v rámci expanze za 1 miliardu dolarů rozloha hub v Louisville zdvojnásobila 37 ha. Název hubu si přizpůsobil název projektu expanze - Worldport. V rámci koupě společnosti Menlo Worldwide Forwarding v roce 2004 bylo o dva roky později dokončeno druhé rozšíření s cílem rozšířit provoz těžké nákladní dopravy. Podobná rozšíření se týkala i největších uzlů UPS ve Spojených státech.
V letech 2006 až 2010 se třetí expanzí zvětšil areál Worldportu o více než 9 hektarů (=48 ha) a přibyly další plochy pro odbavení letadel.
V průběhu roku 2000 se společnost UPS dále snažila rozšířit svou leteckou síť. Ve stejný rok společnost koupila společnost Challenge Air Cargo, aby rozšířila své služby v Latinské Americe. V dubnu 2001 zahájila společnost UPS Airlines první přímé lety do Číny, které zajišťuje šest dní v týdnu. V roce 2004 mateřská společnost UPS koupila společnost Menlo Worldwide Forwarding (nástupce Emery Worldwide), aby rozšířila své aktivity v oblasti těžké nákladní dopravy.

#### Modernizace letové flotily
V průběhu roku 2000 se složení flotily UPS Airlines výrazně změnilo. V rámci nákupu 60 letadel v hodnotě 5 miliard dolarů společnost UPS postupně zavedla první nákladní letadla Airbus A300F. V témže roce oznámila společnost nákup 13 nákladních letadel McDonnell Douglas MD-11F za 2 miliardy dolarů (s opcí na dalších 22 letadel), na rozdíl od nákladních letadel A300 byly MD-11 přestavěny z nedávno vyřazených osobních letadel.
V rámci rebrandingu společnosti z United Parcel Service na UPS začátkem roku 2003 přepracovala společnost livery (vizuál letadla), na „kýlovce“ (vertikální stabilizátor) použila nové logo společnosti.

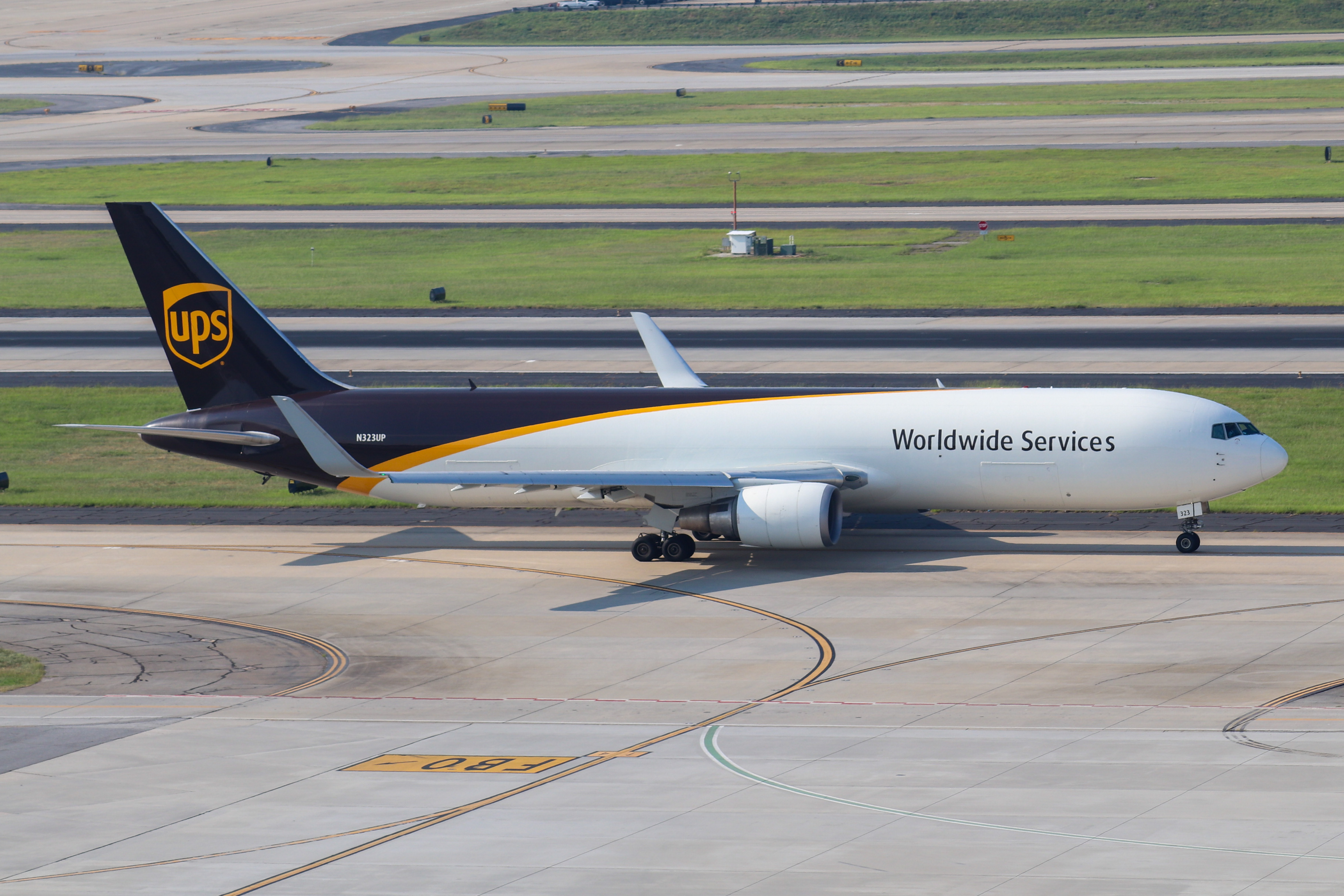
Nová livery leteckého parku

V lednu 2005 se UPS Airlines stala druhou leteckou společností (po FedEx Express), která si objednala Airbus A380-800F, a to na 10 letadel. Nákladní letoun A380. A380F měla být uveden do provozu v letech 2009 až 2012. Na základě podmínek nákupu A380 snížila společnost UPS svou objednávku letadel A300 z 90 na 53 letadel. Za účelem modernizace stávající flotily širokotrupých letadel bylo objednáno dalších 11 letadel MD-11F a 8 letadel Boeing 747-400F.
Po letech zpoždění Airbusu v březnu 2007 UPS ukončila nákup Airbusu A380F.
Do roku 2007 byly do provozu uvedeny další letouny MD-11 a 747-400, což vedlo k postupnému vyřazování nejstarších letadel z flotily. Zpočátku byly vyřazeny nákladní letouny Boeing 727 (nejstarší a nejméně kapacitní letouny), které byly na linkách nahrazeny nákladními letouny Boeing 757. V letech 2008 a 2009 byla vyřazena letadla 747-100 a 747-200, která byla nahrazena letadly 747-400 a MD-11F. V roce 2009 vyřadila společnost UPS Airlines celou svou flotilu letadel DC-8. V té době představovalo 44 letadel téměř polovinu aktivní flotily letadel DC-8 létajících po celém světě.

### 2010: Létání dále
Dne 8. února 2010 UPS oznámila, že v letech 2010 a 2011 plánuje propustit nejméně 300 pilotů, a zrušila tak dohodu mezi společností a Nezávislým sdružením pilotů z roku 2009. Zbývající piloti, kteří nebyli propuštěni, projevili nebývalou jednotu tím, že nelétali přesčas, zatímco jejich kolegové byli propuštěni. UPS se rozhodla snížit počet propuštěných na 109 pilotů. Poslední pilot byl propuštěn v srpnu 2010. UPS se rozhodla piloty povolat zpět do práce v prosinci 2011. Propuštění oficiálně skončilo v květnu 2014, kdy se do práce vrátil první propuštěný pilot. Dne 1. září 2016 se UPS a IPA dohodly na nové pětileté smlouvě. Klíčovými součástmi dohody byly: okamžité zvýšení mezd o 14,65 % a bonus za podpis smlouvy místo zpětné výplaty; 3% roční nárůst mezd po celou dobu trvání smlouvy; vylepšené penzijní výhody; vylepšení odpočinku posádky, včetně zkrácení limitů doby služby pro noční a mezinárodní lety; dodatečné spací zařízení na hlavních vstupních branách; a spací moduly v letadlech UPS Boeing 767.
V roce 2014 došlo k úpravě flotily letadel UPS 767. Všechna stávající letadla a všechna objednaná letadla byla vybavena winglety. Velké winglety byly sice vysoké přes 3 metry, ale byly optimalizovány tak, aby snižovaly odpor vzduchu, a tím i spotřebu paliva a emise.
V roce 2017 byly odkoupeny od společnosti Japan Airlines 3 letouny 767-300ER, které se staly prvními upravenými letouny 767 pro UPS.
V říjnu 2016 oznámila společnost UPS Airlines dohodu o nákupu 14 nákladních letadel Boeing 747-8F v hodnotě 5,2 miliardy dolarů.
Společnost Boeing sice původně plánovala ukončit výrobu letounů 747 do roku 2020 spolu s nákupem UPS, ale jako důvody pro zachování letounů 747 uvádí náhradu starších letadel, elektronický obchod a poptávku po větších letadlech na mezinárodních linkách. 
V únoru 2018 společnost UPS uplatnila opci na nákup dalších 14 nákladních letounů 747, čímž se UPS stala největším provozovatelem letounů 747-8 na světě. V rámci opce UPS rovněž zakoupila další 4 nákladní letouny Boeing 767-300F, které byly dodány roku 2022.
Zavedení flotily letounů 747-8F umožňuje společnosti UPS zavést svůj historicky nejdelší let, a to nonstop z Louisvillského letiště na mezinárodní letiště v Dubaji (téměř 6 700 mil). Tento letový úsek je součástí "letu kolem světa", kdy se společnost UPS zastaví ve svém hubuv čínském Šen-čenu a před návratem do Louisville se ještě zastaví na mezinárodním letišti Teda Stevense Anchorage na Aljašce.

### Po roce 2020
V prosinci 2021 objednala společnost 19 nákladních letadel Boeing 767 a o necelých 9 měsíců později uplatnila opci na dalších 8 letadel. Nová letadla, která rozšíří flotilu UPS 767 na 108 kusů, mají být uvedena do provozu do roku 2025. V březnu 2023 zahájila letecká společnost akvizici dvou letadel Boeing 747-8F, která dříve provozovala společnost AirBridge Cargo, letadla mají být uvedena do provozu v průběhu roku 2024.
Na začátku roku 2023 UPS oznámila, že plánuje postupně vyřadit svou flotilu letadel MD-11F; zpočátku průběhu roku 2023 vyřadila šest letadel a dalších 34 letadel bude nahrazeno v rámci rozšiřování flotily letadel 767. Ačkoli má letoun 767 nižší hmotnostní kapacitu a dolet, pojme téměř stejnou kapacitu kontejnerů v horní palubě a je úspornější.

## Huby

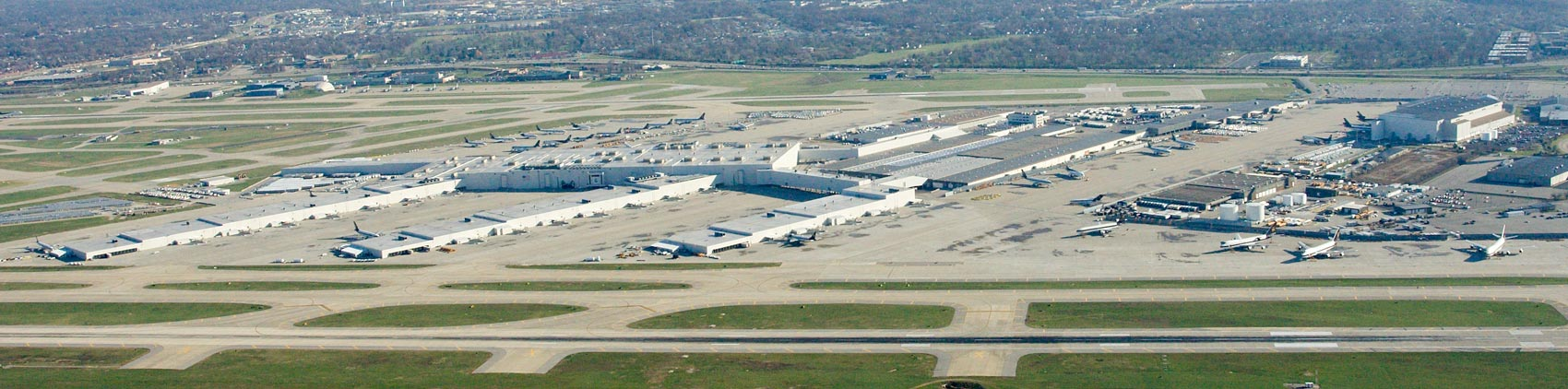
UPS Worldport, Louisville

Společnost UPS Airlines každý den létá do více než 220 zemí a teritorií po celém světě a obsluhuje přes 380 letišť ve Spojených státech. Společnost UPS Airlines využívá tradiční model "hub-and-spoke" a provozuje lety prostřednictvím svého centrálního zařízení Worldport v Louisville ve státě Kentucky. Kromě toho společnost provozuje několik zařízení na regionální úrovni po celých Spojených státech.

### Mezinárodní huby
Společnost UPS Airlines provozuje několik mezinárodních uzlů po celém světě mimo Worldport. Dvě se nacházejí v Severní Americe a jedno v Evropě, tři v Číně (Šanghaj, Šen-čen a Hongkong) a jedno na mezinárodním letišti v Kuala Lumpuru.
- Mezinárodní letiště Johna C. Munro Hamilton v Mount Hope, Hamilton, Ontario. Canada Air Hub poskytuje služby do celé Kanady. Zařízení o rozloze 2880 čtverečních metrů zpracovává každou hodinu přibližně 6 000 jednotlivých zásilek.
- Mezinárodní letiště Luise Muñoze v San Juanu, Portoriko.

#### Evropa
- Letiště Kolín nad Rýnem Bonn v Kolíně nad Rýnem, Německo. Podobně jako Worldport má kolínské centrum oblast služeb ve více než 200 zemích; proto odtud odlétá mnoho letů, které si společnost pronajímá. Kolínské centrum, které je druhé po Worldportu, odbaví na ploše 30 000 metrů čtverečních190 000 zásilek za hodinu s průměrným počtem 76 letů denně je druhým nejvytíženějším centrem UPS na světě, pokud jde o denní počet letů.
- Letiště East Midlands v East Midlands, Derby, Spojené království.

Asie
- Mezinárodní letiště Hongkong v Chek Lap Koku v Hongkongu. Toto zařízení o rozloze 4 200 metrů čtverečních, které má servisní zónu pro přepravu zásilek z Evropy do Asie (a naopak), třídí přibližně 4 500 zásilek za hodinu.[22]
- Mezinárodní letiště Shanghai Pudong v Pudongu, Šanghaj, Čína. Podobně jako v zařízení v Šen-čenu se v šanghajském zařízení třídí všechny balíky UPS putující do Číny a z Číny z destinací po celém světě. Třídí se zde přibližně 17 000 balíků za hodinu.[22]
- Mezinárodní letiště Shenzhen Bao'an v čínském Šen-čenu. S rozlohou 89 000 metrů čtverečních se jedná o jedno z největších zařízení, které je určeno k třídění všech balíků putujících do Asie a z Asie a také k vyřizování balíků putujících po Asii; třídí se přibližně 18 000 balíků za hodinu.[22]

## Flotila
| Letadlo                  | Ve službě | Objednávky | Poznámky |
| ------------------------ | --------- | ---------- | --- |
| Airbus A300-600RF        | 49        | —          | V letech 2021 až 2023 byla dovybavena novou palubní avionikou. Starší letadla budou vyřazena.                      |
| Boeing 747-400BCF        | 2         | —          | |
| Boeing 747-400F          | 11        | —          | |
| Boeing 747-8F            | 28        | 2          | Pořízení použitých letadel v roce 2024.                                                                            |
| Boeing 757-200PF         | 75        | —          | |
| Boeing 767-300BCF        | 5         | —          | |
| Boeing 767-300BDSF       | 4         | —          | |
| Boeing 767-300F          | 78        | 21         | Dodávky v letech 2023–2025.                                                                                        |
| McDonnell Douglas MD-11F | 32        | —          | Budou vyřazena a nahrazena rozšířením flotily Boeingů 767. Včetně N262UP, posledního MD-11, který kdy byl vyroben. |
| Celkový                  | 284       | 23         | |

## Nehody a incidenty
UPS Airlines zažily dvě smrtelné nehody, které si vyžádaly čtyři úmrtí.
| Číslo letu | datum      | Registrace | Typ letadla              | Úmrtí/obyvatelé | Poznámky |
| ---------- | ---------- | ---------- | ------------------------ | --------------- | --- |
| 1307       | 02-07-2006 | N748UP     | Douglas DC-8-71F         | 0/3             | Zničen požárem na mezinárodním letišti ve Philadelphii z mezinárodního letiště Hartsfield-Jackson v Atlantě . Těsně před přistáním posádka hlásila aktivaci kouřového detektoru v nákladovém prostoru. Po přistání začal nákladní prostor letadla hořet. Zdroj požáru nebyl nikdy nalezen. |
| 6          | 09-03-2010 | N571UP     | Boeing 747-44AF          | 2/2             | Havaroval poblíž Dubai Silicon Oasis přibližně v 19:45 místního času poté, co padesát minut po startu vyhlásil nouzový stav kvůli požáru v hlavním nákladovém prostoru. Oba členové posádky byli zabiti, což byly první takové oběti v historii UPS Airlines. NTSB uvádí, že požár vznikl v důsledku hoření lithium-iontových baterií na hlavní nákladní palubě, které se rychle rozšířilo na veškerý náklad i přes odtlakování letadla. |
| 1354       | 14.08.2013 | N155UP     | Airbus A300F4-622R       | 2/2             | Při přiblížení k mezinárodnímu letišti Birmingham-Shuttlesworth v Birminghamu v Alabamě havaroval v otevřeném poli, zabil kapitána i prvního důstojníka. Zpráva NTSB uvádí jako příčinu havárie chybu pilota. Žádný z členů posádky nedostal před letem dostatečný odpočinek a vynechal krok v programování FMC pro přiblížení k přistávací dráze.                                                                                       |
| 61         | 06-06-2016 | N277UP     | McDonnell Douglas MD-11F | 0/4             | Při startu na mezinárodním letišti Soul-Incheon (ICN) došlo k vybočení z dráhy a kolapsu příďového podvozku. Vzlet z dráhy 33L byl přerušen a letadlo pokračovalo za konec dráhy. Přední zařízení se zhroutilo a ne. 1 a 3 motory kontaktovaly trávu. Let mířil na mezinárodní letiště Teda Stevense Anchorage . Letadlo bylo odepsáno.                                                                                                  |